# A rolling stone gathers no moss

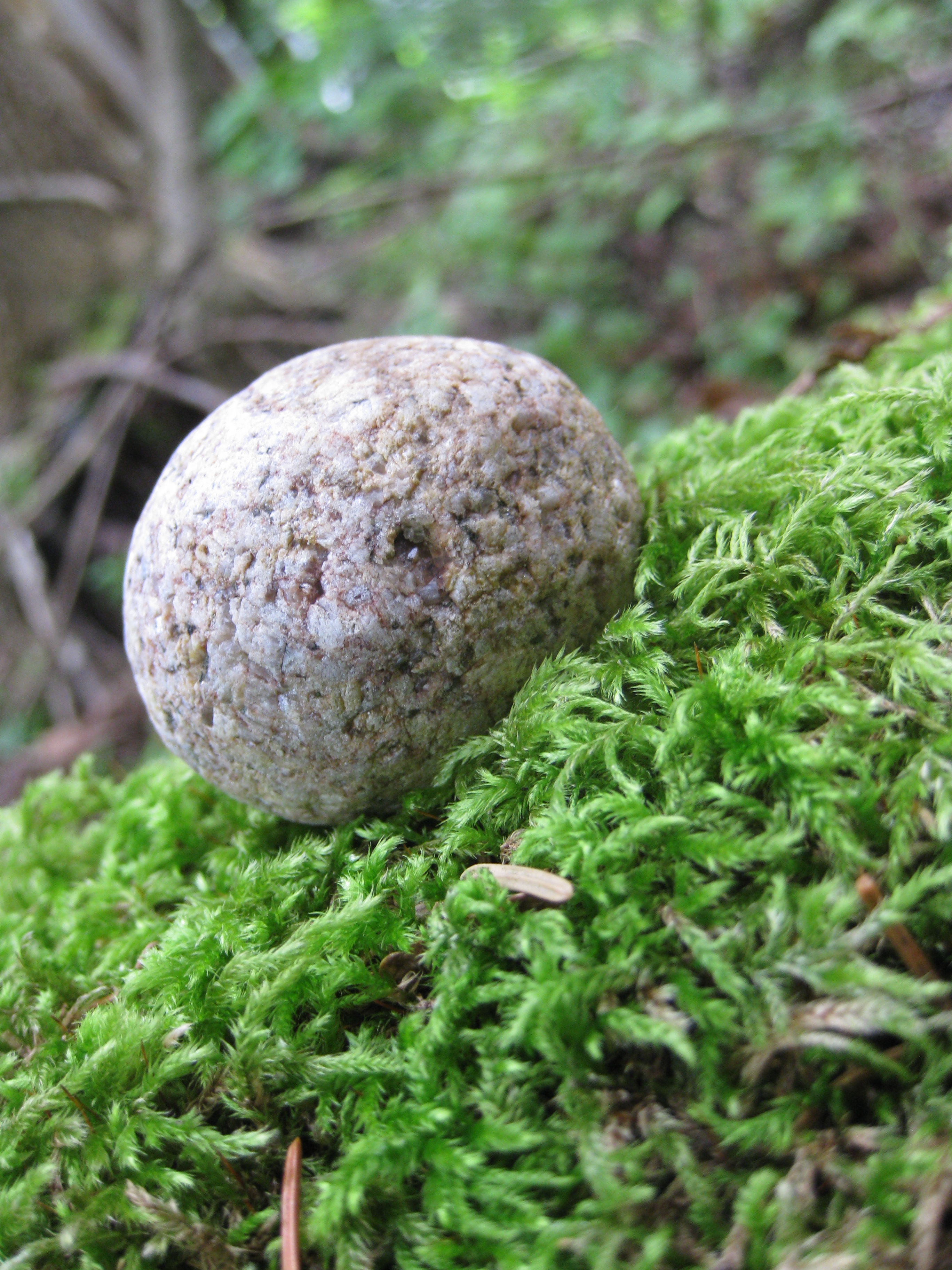
„Ein rollender Stein setzt kein Moos an.“

Das englische Sprichwort A rolling stone gathers no moss bedeutet wörtlich übersetzt: „Ein rollender Stein setzt kein Moos an.“ Es beschreibt damit den Umstand, dass Moos nicht auf einem Stück Gestein wachsen kann, solange sich dieses in Bewegung befindet, weil die Pflanze immer wieder abgerieben wird. Das Sprichwort, für dessen Ursprung mehrere Erklärungen konkurrieren, hat unterschiedliche übertragene Bedeutungen mit gegensätzlichen Wertungen, je nachdem, ob das Wachstum des Mooses positiv als Zeichen einer Entwicklung (bezogen auf die Pflanze) oder negativ als Zeichen der Stagnation (bezogen auf den Stein) interpretiert wird. Das abgeleitete Sinnbild des rollenden Steines fand mehrfach in der Namensgebung im Bereich der Musik Verwendung.

## Herkunft
Die Herkunft des Sprichworts ist nicht abschließend geklärt. Es wird dem römischen Mimen-Autor Publilius Syrus zugeschrieben, der im 1. Jahrhundert v. Chr. lebte. Es soll in dessen Sententiae, einer Sammlung seiner Sprüche, enthalten sein. Die gängige lateinische Form des Spruchs, Saxum volutum non obducitur musco (wörtlich: „Ein Stein, der bewegt wird, wird nicht von Moos bedeckt“), taucht in den Sententiae allerdings nicht auf. Der früheste schriftliche Beleg findet sich bei Egbert von Lüttich in seiner Sammlung „Fecunda Ratis“, Vers 182, von etwa 1023, der das offenbar deutlich ältere Sprichwort so aufführt: „Assidue non saxa legunt volventia muscum.“ Also: „Dauernd rollende Steine sammeln kein Moos.“ In griechischer und lateinischer Form kommt das Sprichwort dann auch im dritten Teil der Adagia vor, einer Sammlung lateinischer Sprüche von Erasmus von Rotterdam, die dieser erstmals im Jahr 1500 veröffentlichte und in den nachfolgenden Jahren erweiterte. Wegen seiner unbezweifelbar großen Wirkung auf Europas Sprichwortwelt wird auch Erasmus oft fälschlicherweise als Quelle des Sprichworts angeführt, beispielsweise durch Brewer’s Dictionary of Phrase and Fable.
John Heywoods Sammlung von Sprichwörtern aus dem Jahr 1546 enthält eine Übertragung ins Englische, die bis auf geringe Abweichungen der heutigen Form entspricht: “the rollyng stone never gathereth mosse.” (deutsch: „Der rollende Stein setzt nie Moos an.“) Auf dem Gebiet der späteren Vereinigten Staaten wird es erstmals durch John Wise in dessen Werk A Word of Comfort to a Melancholy Country von 1721 erwähnt.

## Bedeutungen
Im Brewer’s Dictionary of Phrase and Fable wird das Sprichwort in Bezug zu zwei weiteren lateinischen Wendungen gesetzt: Planta quae saepius transfertus non coalescit. (deutsch: „Ein Pflänzling, welcher öfters versetzt wird, fasst nicht Wurzel.“) und Saepius plantata arbor fructum profert exiguum. (deutsch etwa: „Ein öfters eingepflanzter Baum trägt kleine Früchte.“) Hier wird das pflanzliche Wachstum als wünschenswert, die Bewegung als hinderlich und unprofitabel dargestellt. Eine Interpretation des Sprichworts ist daher, dass ein Mensch, der kaum an einem Ort verweilt, sich nicht niederlässt und keine Bindungen eingeht, selten erfolgreich sein wird; ihm fehlt die für eine gedeihliche Entwicklung unerlässliche Verwurzelung.
Eine Übersetzung ins Deutsche, die dieser Wertung Rechnung trägt, wäre etwa: „Ein unsteter Mensch kommt zu nichts.“
Eine ähnliche, abstraktere Auslegung besagt, dass wer stets in Bewegung bleibt, Verantwortung und Fürsorgepflichten meidet.
Eine andere Deutung sieht im Moos ein Symptom unerwünschter Stagnation. Dies führt zu einer gegenteiligen Bewertung des Elements der Bewegung: Sie wird positiv aufgefasst, als Freimachen von Bindungen, die ein Fortkommen hemmen, als Mittel gegen Alterungserscheinungen oder etwa als Quelle von Kreativität. So verstanden ist das Sprichwort dem Sinn nach mit dem deutschen „Wer rastet, der rostet“ vergleichbar.
Um den beiden konträren Werturteilen gerecht zu werden, sieht McGraw-Hill’s Dictionary of American Idioms and Phrasal Verbs das Sprichwort grundsätzlich als wertungsneutral, eine Wertung entstehe erst durch den Kontext der konkreten Verwendung. Ähnlich ordnet auch das American Heritage New Dictionary of Cultural Literacy die Ambivalenz ein.
Die Allegorie des rollenden Steines hat inzwischen eigenständige Bedeutung in der englischen Sprache erlangt. Als “rolling stone” bezeichnet man einen Menschen ohne Heimatverbundenheit, einen Herumtreiber oder einen „Landstreicher“. In einer weiteren Auslegung wird der Begriff auch für unbeständige oder ruhelose Menschen verwendet. Der “rolling stone” ist demzufolge auch eine entwurzelte Person, die es vermeidet oder nicht in der Lage ist, dauerhaft einen Beruf oder einen Lebensstil anzunehmen, und deswegen als unzuverlässig und leistungsunfähig charakterisiert wird.

## Richtigkeit der wörtlichen Bedeutung
In der Fernsehserie MythBusters – Die Wissensjäger, ein Format des Discovery Channels, das sich mit der Nachstellung und Überprüfung von „urbanen Mythen“ befasst, wurde die wörtliche Aussage des Sprichworts auf ihren Wahrheitsgehalt überprüft. Der Versuchsaufbau bestand aus zwei Tonnen, von denen eine konstant in Bewegung gehalten wurde. In beiden wurden Steine platziert, auf die eine Buttermilch-Moos-Mischung aufgetragen worden war. Nach sechs Monaten – dem längsten Experiment der MythBusters-Serie – war auf jedem einzelnen der ruhenden Steine Moos gewachsen, während von den bewegten keiner einen Bewuchs aufwies.

## Verwendung
Für die Verwendung des Sprichwortes und des abgeleiteten Sinnbildes werden im Folgenden beispielhaft Namensgebungen aus den Bereichen Literatur und Musik genannt:

### Beispiele aus der Literatur
Eine Vielzahl von literarischen Werken trägt das Sprichwort im Titel. Beispielsweise taufte der irisch-amerikanische Romanautor Thomas Mayne Reid (1818–1883) einen Roman aus dem Jahr 1866 Lost Lenore, or, The adventures of a rolling stone. Zwei Jahre später veröffentlichte sein Landsmann Harry Castlemon (1842–1915) No Moss; or, The Career of a Rolling Stone. Die französische Schriftstellerin George Sand (1804–1876) verfasste Pierre qui roule (wörtlich: Stein, der rollt), im Englischen: A rolling stone. O. Henry (1862–1910) gab 1894–1895 eine humoristische Wochenzeitschrift namens The Rolling Stone heraus. Horatio Algers (1832–1899) A Rolling Stone; or, The Adventures of a Wanderer wurde 1902 veröffentlicht, 1940 Patricia Wentworths (1878–1961) Roman Rolling Stone.
Auch Biografien verwenden den “rolling stone” im Titel. So veröffentlichte etwa der US-amerikanische Autor und Dokumentarfilmer Lowell Thomas (1892–1981) 1931 die Lebensgeschichte des Künstlers und Naturfotografien Arthur Radclyffe Dugmore unter dem Titel Rolling Stone, sein Landsmann, der Schauspieler Fred Stone (1873–1959) unter dem gleichen Titel 1945 seine Autobiografie.

### Beispiele aus dem Bereich der Musik
Der aus Schweden stammende Folksänger, IWW-Gewerkschaftsaktivist und Wanderarbeiter Joe Hill verwendete das Sprichwort als vierte Zeile seines wie ein Liedtext gedichteten kurzen Testaments, das 1915 am Tag vor seiner Hinrichtung nach einem Aufsehen erregenden und umstrittenen Mordprozess verfasste.
Der US-amerikanische Bluesmusiker Muddy Waters veröffentlichte 1948 ein Lied unter dem Titel Rollin’ Stone. Es enthält die Zeilen: “I got a boy child’s comin, […] he’s gonna be a rollin’ stone.” (deutsch: „Ich bekomme einen Jungen, […] er wird ein rolling stone werden.“) Mit dem Stück Mannish Boy aus dem Jahr 1956 griff er das Thema wieder auf, darin heißt es: “I’m a rollin’ stone” (deutsch: „Ich bin ein rolling stone“).
Durch Muddy Waters ließ sich Brian Jones inspirieren, als er einen Namen für die Band wählte, die er 1962 gemeinsam mit Mick Jagger, Keith Richards, Ian Stewart und Dick Taylor gründete: The Rolling Stones. Dabei gibt es unterschiedliche Angaben, welche Stelle aus Muddy Waters’ Werk ausschlaggebend gewesen sein soll. Der spätere Rolling-Stones-Bassist Bill Wyman macht in seiner Biografie die Zeile aus Mannish Boy verantwortlich, andere Quellen verweisen auf den Titel des 1948er Bluesstücks.
1965 schrieb der 24-jährige Bob Dylan das Lied Like a Rolling Stone, in dem er vom Leben einer ehemals sozial integrierten, jetzt entwurzelten Person berichtet. Das Lied gilt bis heute als eines der einflussreichsten Rocklieder aller Zeiten; 2004 wurde es von der Zeitschrift Rolling Stone, einem der bedeutendsten Magazine der Branche, aufgrund einer weltweiten Umfrage unter Musikern zum besten Song aller Zeiten gewählt. Der Name dieses 1967 in San Francisco gegründeten Fachblattes wird ebenfalls auf Muddy Waters zurückgeführt.
Don McLean wendete das Sprichwort in American Pie (1971) ins Gegenteil um: „And moss grows fast on a rolling stone / but that’s not how it used to be“, möglicherweise in Anspielung auf Bob Dylan oder auf die Rolling Stones.
Papa Was a Rollin’ Stone ist eines der bekanntesten Soulstücke von The Undisputed Truth. Mit einer Coverversion dieses Stücks erreichten die Temptations 1971 die Spitzenposition der US-Musikcharts. Der Titel wurde in der Folge immer wieder gecovert, unter anderem 1993 durch George Michael, der das Lied mit dem Seal-Stück Killer vermischte und damit Platz 1 der britischen Singlecharts erreichte.
Darüber hinaus existiert eine Vielzahl von Bezugnahmen im Bereich der Musik, etwa durch die Beatles im Stück Dig It (1970) (1971) oder durch Elton John im Lied Philadelphia Freedom (1975).